# 西林 (加利福尼亞州)
斯奇林（英語：Schilling）是位於美國加利福尼亞州弗雷斯諾縣的一個非建制地區。該地的面積和人口皆未知。

## 地理
斯奇林的座標為36°24′32″N 119°54′50″W / 36.40889°N 119.91389°W，而該地的平均海拔高度為65米（即213英尺）。